# Nictibi rogenc
El nictibi rogenc (Nyctibius bracteatus) és una espècie d'ocell de la família dels nictíbids (Nyctibiidae) propi de la conca amazònica.

## Descripció
Ocell de bona grandària, amb 21 - 25 cm de llarg. En general color rovellat amb grans taques blanques pels costats del pit.

## Hàbitat i distribució
Bosc. Per l'est dels Andes al sud de Colòmbia, est de l'Equador i el Perú, i localment a Guyana i nord del Brasil.